# Pfarramt (Darmstadt-Arheilgen)
Das Pfarramt ist ein denkmalgeschütztes Bauwerk aus dem 18. Jahrhundert in Darmstadt-Arheilgen in Hessen.

## Geschichte und Beschreibung
Das Pfarramt wurde um das Jahr 1760 erbaut. Es ist ein zweigeschossiges giebelständiges Fachwerkgebäude mit einem biberschwanzgedeckten Krüppelwalmdach. Das Fachwerk zeigt eine doppelte Wilder-Mann-Figur an der Längsseite. Die Westseite des Gebäudes ist mit Schiefer verschindelt. Das Fachwerkhaus steht auf einem massiven Sockel. Erschlossen wird das Pfarramt über eine Freitreppe an der Ostseite.

## Denkmalschutz
Aus architektonischen und stadtgeschichtlichen Gründen ist das Bauwerk ein Kulturdenkmal.